# Hyvinkää Falcons
Gli Hyvinkää Falcons  sono una squadra di football americano di Hyvinkää, in Finlandia; fondati nel 1980, hanno chiuso al termine della stagione 2000 per riaprire nel 2008.

## Dettaglio stagioni

### Tornei nazionali

#### Campionato

##### Vaahteraliiga
| Stagione | regular season | regular season | regular season | regular season | regular season | regular season | playoff | playoff | playoff | playoff | playoff | playoff   | playoff    |
|          | Vin            | Par            | Per            | Tot            | PF             | PS             | Vin     | Per     | Tot     | PF      | PS      | risultato | avversaria |
| -------- | -------------- | -------------- | -------------- | -------------- | -------------- | -------------- | ------- | ------- | ------- | ------- | ------- | --------- | ---------- |
| 1981     | 2              | 0              | 5              | 7              | 38             | 204            | -       | -       | -       | -       | -       | -         | -          |
| 1982     | 2              | 0              | 7              | 9              | 53             | 320            | -       | -       | -       | -       | -       | -         | -          |
| 1983     | 0              | 0              | 7              | 7              | 6              | 245            | -       | -       | -       | -       | -       | -         | -          |
| Totale   | 4              | 0              | 19             | 23             | 97             | 769            | -       | -       | -       | -       | -       |           |            |

Fonti: Enciclopedia del Football - A cura di Massimo Mezzetti

##### I-divisioona
| Stagione | regular season | regular season | regular season | regular season | regular season | regular season | playoff | playoff | playoff | playoff | playoff | playoff       | playoff     |
|          | Vin            | Par            | Per            | Tot            | PF             | PS             | Vin     | Per     | Tot     | PF      | PS      | risultato     | avversaria  |
| -------- | -------------- | -------------- | -------------- | -------------- | -------------- | -------------- | ------- | ------- | ------- | ------- | ------- | ------------- | ----------- |
| 1984     | 6              | 0              | 2              | 8              | 205            | 83             | -       | -       | -       | -       | -       | -             | -           |
| 2013     | 3              | 0              | 7              | 10             | 155            | 287            | -       | -       | -       | -       | -       | -             | -           |
| 2014     | 4              | 0              | 4              | 8              | 173            | 148            | 1       | 1       | 2       | 58      | 47      | Spagettimalja | Wasa Royals |
| Totale   | 13             | 0              | 13             | 26             | 533            | 518            | 1       | 1       | 2       | 58      | 47      |               |             |

Fonti: Enciclopedia del Football - A cura di Massimo Mezzetti

##### Naisten I-divisioona
| Stagione | regular season | regular season | regular season | regular season | regular season | regular season | playoff | playoff | playoff | playoff | playoff | playoff   | playoff          |
|          | Vin            | Par            | Per            | Tot            | PF             | PS             | Vin     | Per     | Tot     | PF      | PS      | risultato | avversaria       |
| -------- | -------------- | -------------- | -------------- | -------------- | -------------- | -------------- | ------- | ------- | ------- | ------- | ------- | --------- | ---------------- |
| 2013     | 4              | 0              | 4              | 8              | 178            | 222            | -       | -       | -       | -       | -       | -         | -                |
| 2014     | 2              | 0              | 5              | 7              | 90             | 151            | -       | -       | -       | -       | -       | -         | -                |
| 2015     | 3              | 0              | 5              | 8              | 192            | 156            | -       | -       | -       | -       | -       | -         | -                |
| 2016     | 8              | 0              | 0              | 8              | 306            | 42             | 1       | 1       | 2       | 62      | 20      | Finale    | Mikkeli Bouncers |
| 2017     | 0              | 0              | 8              | 8              | 21             | 211            | -       | -       | -       | -       | -       | -         | -                |
| 2018     | 0              | 0              | 6              | 6              | 32             | 231            | -       | -       | -       | -       | -       | -         | -                |
| Totale   | 17             | 0              | 28             | 45             | 819            | 1 013          | 1       | 1       | 2       | 62      | 20      |           |                  |

Fonti: Enciclopedia del Football - A cura di Massimo Mezzetti

##### II-divisioona
| Stagione | regular season | regular season | regular season | regular season | regular season | regular season | playoff | playoff | playoff | playoff | playoff | playoff    | playoff           |
|          | Vin            | Par            | Per            | Tot            | PF             | PS             | Vin     | Per     | Tot     | PF      | PS      | risultato  | avversaria        |
| -------- | -------------- | -------------- | -------------- | -------------- | -------------- | -------------- | ------- | ------- | ------- | ------- | ------- | ---------- | ----------------- |
| 2009     | 2              | 0              | 6              | 8              | 84             | 208            | -       | -       | -       | -       | -       | -          |                   |
| 2011     | 6              | 0              | 2              | 8              | 239            | 95             | 1       | 1       | 2       | 38      | 54      | Semifinale | Sipoo Bulldogs    |
| 2012     | 8              | 0              | 0              | 8              | 413            | 14             | 2       | 0       | 2       | 70      | 24      | Campioni   | Tampere Saints    |
| 2019     | 2              | 0              | 4              | 6              | 58             | 121            | -       | -       | -       | -       | -       | -          | -                 |
| 2020     | 3              | 0              | 1              | 4              | 93             | 43             | 0       | 1       | 1       | 20      | 24      | Semifinale | Pirkkala Spartans |
| 2021     | 4              | 0              | 2              | 6              | 135            | 77             | -       | -       | -       | -       | -       | -          | -                 |
| 2022     | 1              | 0              | 5              | 6              | 45             | 227            | -       | -       | -       | -       | -       | -          | -                 |
| 2023     | 0              | 0              | 6              | 6              | 12             | 251            | -       | -       | -       | -       | -       | -          | -                 |
| Totale   | 26             | 0              | 26             | 52             | 1 079          | 1 036          | 3       | 2       | 54      | 128     | 102     |            |                   |

Fonti: Enciclopedia del Football - A cura di Massimo Mezzetti

##### Naisten II-divisioona
| Stagione | regular season | regular season | regular season | regular season | regular season | regular season | playoff | playoff | playoff | playoff | playoff | playoff   | playoff                  |
|          | Vin            | Par            | Per            | Tot            | PF             | PS             | Vin     | Per     | Tot     | PF      | PS      | risultato | avversaria               |
| -------- | -------------- | -------------- | -------------- | -------------- | -------------- | -------------- | ------- | ------- | ------- | ------- | ------- | --------- | ------------------------ |
| 2023     | 4              | 0              | 2              | 6              | 242            | 94             | 1       | 1       | 2       | 62      | 54      | Finale    | Helsinki Wolverines Blue |
| Totale   | 4              | 0              | 2              | 6              | 242            | 94             | 1       | 1       | 2       | 62      | 54      |           |                          |

Fonti: Enciclopedia del Football - A cura di Massimo Mezzetti

##### III-divisioona
| Stagione | regular season | regular season | regular season | regular season | regular season | regular season | playoff | playoff | playoff | playoff | playoff | playoff   | playoff    |
|          | Vin            | Par            | Per            | Tot            | PF             | PS             | Vin     | Per     | Tot     | PF      | PS      | risultato | avversaria |
| -------- | -------------- | -------------- | -------------- | -------------- | -------------- | -------------- | ------- | ------- | ------- | ------- | ------- | --------- | ---------- |
| 2017     | 1              | 0              | 4              | 5              | 42             | 160            | -       | -       | -       | -       | -       | -         | -          |
| 2018     | 3              | 0              | 4              | 7              | 122            | 99             | -       | -       | -       | -       | -       | -         | -          |
| Totale   | 4              | 0              | 8              | 12             | 164            | 259            | -       | -       | -       | -       | -       |           |            |

Fonti: Enciclopedia del Football - A cura di Massimo Mezzetti

##### IV-divisioona
| Stagione | regular season | regular season | regular season | regular season | regular season | regular season | playoff | playoff | playoff | playoff | playoff | playoff   | playoff    |
|          | Vin            | Par            | Per            | Tot            | PF             | PS             | Vin     | Per     | Tot     | PF      | PS      | risultato | avversaria |
| -------- | -------------- | -------------- | -------------- | -------------- | -------------- | -------------- | ------- | ------- | ------- | ------- | ------- | --------- | ---------- |
| 2016     | 1              | 0              | 5              | 6              | 98             | 192            | -       | -       | -       | -       | -       | -         | -          |
| Totale   | 1              | 0              | 5              | 6              | 98             | 192            | -       | -       | -       | -       | -       |           |            |

Fonti: Enciclopedia del Football - A cura di Massimo Mezzetti

### Riepilogo fasi finali disputate
| Anno              | Luogo    | Evento                | Fase del torneo | Incontro                                                     | Risultato |
| 13 agosto 2011    | Sipoo    | II-divisioona         | Semifinale      | Sipoo Bulldogs - Hyvinkää Falcons                            | 41 - 19   |
| 15 settembre 2012 | Hyvinkää | II-divisioona         | Rautamalja      | Hyvinkää Falcons - Tampere Saints                            | 31 - 17   |
| 7 settembre 2014  | Vaasa    | I-divisioona          | Spagettimalja   | Wasa Royals - Hyvinkää Falcons                               | 34 - 27   |
| 27 agosto 2016    | Hyvinkää | Naisten I-divisioona  | Finale          | Hyvinkää Falcons - Mikkeli Bouncers                          | 0 - 8     |
| 22 agosto 2020    | Pirkkala | II-divisioona         | Semifinale      | Pirkkala Spartans - Hyvinkää Falcons                         | 24 - 20   |
| 4 agosto 2023     | Helsinki | Naisten II-divisioona | Finale          | Helsinki Wolverines Blue - Hyvinkää Falcons/Porvoon Butchers | 46 - 8    |

## Palmarès
- 2 Spagettimalja (1987, 1994)
- 2 Rautamalja (1992[1], 2012)